# نیوویک
نیوویک (به انگلیسی: Newick) یک روستا و محله مدنی در بریتانیا است که در Lewes واقع شده‌است. نیوویک ۷٫۸ کیلومتر مربع مساحت و ۲٬۴۵۷ نفر جمعیت دارد.